# अ
阿是梵文50個字母之首的音譯，也是12個母音之首，因此在古代印度有一切語言根本之意。在佛教密宗裏，阿有多重宗教意義，是觀法的對象，是萬法的根源。在《大日經》中，阿即為空，以阿字本不生為法身大日如來，觀想起來即是所謂的阿字觀。